# 夢去りぬ (映画)
『夢去りぬ』（ゆめさりぬ、The Girl in the Red Velvet Swing）は、リチャード・フライシャーが監督したアメリカ合衆国の1955年の映画で、ヴァルター・ライシュ (Walter Reisch) とチャールズ・ブラケット (Charles Brackett) が脚本を書き、ジョーン・コリンズ、レイ・ミランド、ファーリー・グレンジャーが主演した。映画を配給した20世紀フォックスの当初の計画では、主役にはマリリン・モンローを起用することになっていたが、彼女が断ったために、その案は没になった。

## あらすじ
この映画は、実在の人物イヴリン・ネスビット (Evelyn Nesbit) を主人公とした、架空の物語である。ネスビットはモデル、女優として知られていたが、1906年6月に、元恋人の建築家スタンフォード・ホワイト (Stanford White) が、彼女の夫であった鉄道や石炭関係の大物実業家ハリー・ケンドール・ソー (Harry Kendall Thaw) によって殺された事件をめぐって、スキャンダルに巻き込まれた。この映画には、ネスビット本人がテクニカル・アドヴァイザーとして関わった。

## キャスト
- レイ・ミランド - スタンフォード・ホワイト
- ジョーン・コリンズ - イヴリン・ネスビット・ソー
- ファーリー・グレンジャー - ハリー・ケンドール・ソー
- ルーサー・アドラー - デルフィン・デルマス (Delphin Delmas)
- コーネリア・オティス・スキナー (Cornelia Otis Skinner) - ソー夫人 (Mrs. Thaw)
- グレンダ・ファレル (Glenda Farrell) - ネスビット夫人 (Mrs. Nesbit)
- フランセス・フラー (Frances Fuller) - エリザベス・ホワイト夫人 (Mrs. Elizabeth White)
- フィリップ・リード (Phillip Reed) - ロバート・コリア (Robert Collier)
- ゲイル・ロビンス (Gale Robbins - グウェン・アーデン (Gwen Arden)
- ジェームズ・ロリマー (James Lorimer) - マッカレブ (McCaleb)
- ジョン・ホイト (John Hoyt) - ウィリアム・トラヴァース・ジェローム (William Travers Jerome)
- ロバート・F・サイモン (Robert F. Simon) - 舞台監督
- ハーヴィー・スティーヴンス - ホリングスヘッド博士 (Dr. Hollingshead)
- エミール・マイヤー (Emile Meyer) - ハンチバッハー (Hunchbacher)